# Arroyo Don Esteban Chico
Der Arroyo Don Esteban Chico ist ein Fluss in Uruguay.
Er entspringt in der Cuchilla de Haedo auf dem Gebiet des Departamento Río Negro östlich von Algorta an der Grenze zum Nachbardepartamento Paysandú. Von dort in Nord-Süd-Richtung verlaufend mündet er in Villa General Borges in den Arroyo Don Esteban Grande.